# Assens
Assens este un oraș în Danemarca.